# أسطول أعالي البحار
أسطول أعالي البحار (بالإنجليزية: High Seas Fleet)‏ هو أحد اساطيل الإمبراطورية الألمانية خلال الحرب العالمية الأولى تم إنشاء الاسطول في فبراير شباط عام 1907، وسمي باسم (Heimatflotte).
كان الأدميرال ألفريد فون تيربيتز مهندس الأسطول، والذي تصوّر بقوّة الاسطول أن يتحدى هيمنة البحرية الملكية. دافع القيصر فيلهلم الثاني، الإمبراطور الألماني، عن الأسطول باعتباره الأداة التي يمكن من خلالها الاستيلاء على الممتلكات الخارجية وجعل ألمانيا قوة عالمية. من خلال تركيز أسطول قتالي قوي في بحر الشمال بينما كانت البحرية الملكية مطلوبة لتفريق قواتها حول الإمبراطورية البريطانية، اعتقد تيربيتز أن ألمانيا يمكن أن تحقق توازنًا في القوة يمكن أن يلحق أضرارًا خطيرة بالهيمنة البحرية البريطانية. كان هذا هو قلب «نظرية المخاطرة» لتيربيتز، والتي اعتبرت أن بريطانيا لن تتحدى ألمانيا إذا كان أسطولها يشكل تهديدًا كبيرًا لألمانيا.
كان المكون الأساسي للأسطول هو البوارج، التي تم تنظيمها عادةً في أسراب من ثماني سفن، على الرغم من أنها احتوت أيضًا على تشكيلات أخرى مختلفة. عند إنشائه في عام 1907، كان أسطول أعالي البحار يتألف من سربين من البوارج، وبحلول عام 1914، تمت إضافة سرب ثالث. أثرت ثورة المدرعة عام 1906 بشكل كبير على تكوين الأسطول. تم الانتهاء من عدد كافٍ من درينوغس لسربين كاملين مع اندلاع الحرب في منتصف عام 1914 ؛ تم استخدام أحدث ثمانية عصابات ما قبل المدرعة لتشكيل سرب ثالث. تم تعبئة سربين إضافيين من السفن القديمة في بداية الأعمال العدائية، على الرغم من أنه بحلول نهاية الصراع، تم حل هذه التشكيلات.
أجرى الأسطول سلسلة من الطلعات الجوية في بحر الشمال خلال الحرب بهدف جذب جزء منعزل من الأسطول البريطاني الكبير عدديًا. استخدمت هذه العمليات في كثير من الأحيان طرادات المعارك السريعة من مجموعة الكشافة الأولى للإغارة على الساحل البريطاني كطعم للبحرية الملكية. بلغت هذه العمليات ذروتها في معركة جوتلاند، في 31 مايو - 1 يونيو 1916، حيث واجه أسطول أعالي البحار الأسطول الكبير بأكمله. لم تكن المعركة حاسمة، لكن انتصر البريطانيون استراتيجيًا، حيث أقنعوا الأدميرال راينهارد شير، قائد الأسطول الألماني، أنه حتى النتيجة الإيجابية للغاية لعمل الأسطول لن تضمن النصر الألماني في الحرب. لذلك نصح شير وأدميرالات آخرون القيصر بأن يأمر باستئناف حملة حرب الغواصات غير المقيدة. كانت المسؤولية الأساسية لأسطول أعالي البحار في عامي 1917 و 1918 هي تأمين القواعد البحرية الألمانية في بحر الشمال لعمليات الغواصات. ومع ذلك، استمر الأسطول في إجراء طلعات جوية في بحر الشمال وفصل وحدات للعمليات الخاصة في بحر البلطيق ضد أسطول البلطيق الروسي. بعد الهزيمة الألمانية في نوفمبر 1918، احتجز الحلفاء الجزء الأكبر من أسطول أعالي البحار في سكابا فلو، حيث تم إغراقه في النهاية من قبل أطقمه في يونيو 1919، قبل أيام من توقيع المتحاربين على معاهدة فرساي.